# Liparis tenella
Liparis tenella är en orkidéart som beskrevs av Johannes Jacobus Smith. Liparis tenella ingår i släktet gulyxnen, och familjen orkidéer. Inga underarter finns listade i Catalogue of Life.